# Übers Ende der Welt
Singles de Tokio Hotel
Der letzte Tag (2006) Spring nicht (2007)
Übers Ende der Welt et Ready, Set, Go! sont des singles du groupe de rock allemand Tokio Hotel. Übers Ende der Welt est le 5e single du groupe. Il est sorti le 26 janvier 2007, extrait de l'album Zimmer 483. Ready, Set, Go! est le 8e single du groupe, extrait de l'album Scream.

## Titres
Übers Ende der Welt
- CD single : Übers Ende der Welt

1. Übers Ende der Welt (version single) - 3:33
2. Übers Ende der Welt (version acoustique) - 3:27

- CD maxi single : Übers Ende der Welt

1. Übers Ende der Welt (version single) - 3:35
2. Übers Ende der Welt (version acoustique) - 3:27
3. Hilf mir fliegen - 3:44
4. Tokio Hotel in Moskau (video)
5. Tokio Hotel Gallery

Ready, Set, Go!
- Disque vinyle 7 po pour la G.-B. : Ready, Set, Go!

1. Ready, Set, Go! - 3:34
2. Black - 3:21

- - CD single : Ready, Set, Go!

1. Ready, Set, Go! - 3:34
2. Übers Ende der Welt (version single)- 3:35
3. Übers Ende der Welt (version acoustique) - 3:27
4. Hilf mir fliegen - 3:44

- CD single pour la G.-B. : Ready, Set, Go!

1. Ready, Set, Go! - 3:34
2. Live Every Second - 3:51

- CD maxi single : Ready, Set, Go!

1. Ready, Set, Go! - 3:34
2. Ready, Set, Go! (Grizzly remix) - 3:16
3. Black - 3:21
4. Ready, Set, Go! (music video)

## Charts
| Chart (Übers Ende der Welt) | Meilleure position |
| --------------------------- | ------------------ |
| Ö3 Austria Top 40           | 1                  |
| Belgian Singles Chart       | 30                 |
| Danish Singles Chart        | 3                  |
| French Singles Chart        | 5                  |
| German Singles Chart        | 1                  |
| Swiss Singles Chart         | 2                  |
| Chart (Ready, Set, Go!)     | Meilleure position |
| Belgian Singles Chart       | 26                 |
| Canadian Hot 100            | 80                 |
| Dutch Top 40                | 41                 |
| Portugal Singles Chart      | 3                  |
| RU Singles Chart            | 77                 |